# 郭清 (正德進士)
郭清（1478年—？），字直夫，福建興化府莆田縣人，軍籍，明朝政治人物。

## 生平
福建鄉試第十名舉人。正德六年（1511年）中式辛未科會試第一百十四名，登第二甲第八十三名進士。

## 家族
曾祖郭師凱；祖父郭宗訓；父郭伯玉，母吳氏。具庆下。兄郭湍（教谕）。